# (2952) Lilliputia
(2952) Lilliputia (1979 SF2) – planetoida z pasa głównego asteroid okrążająca Słońce w ciągu 3,52 lat w średniej odległości 2,31 j.a. Odkryta 22 września 1979 roku.